# Петровский ретраншемент
Петровский ретраншемент — вторая линия обороны со стороны суши, построенная близ Троицкой крепости в 1702 году по распоряжению Петра Великого.

## История
Петровский ретраншемент был устроен в самой узкой части Миусского полуострова. В том месте, где балка Большая Черепаха подходит к морю, построили треугольной формы редут «Черепашка» («крепостца „Черепахинская“»). От него поперёк Миусского полуострова шёл земляной вал, местами укреплённый малыми бастионами. Он тянулся вдоль балки до лимана реки Миус. С северной стороны вала был вырыт сухой ров. На конце, у Миуса, поставили Павловскую крепость. Отсюда лиман простирается до моря более чем на 30 километров. У самого устья лимана, на берегу Азовского моря, была устроена ещё одна крепость, Семёновская, которая и завершала Петровский ретраншемент.
В дополнение к Петровскому ретраншементу от Беглицкой косы до Петрушиной косы было устроено ещё несколько мелких береговых укреплений.
Во время вынужденного разрушения Таганрога был разрушен и Петровский ретраншемент.

## Укрепления Петровского ретраншемента
- Крепость Черепаха
- Павловская крепость
- Семёновская крепость